# ريتشارد فولر (لاعب كريكت)
ريتشارد فولر (5 مارس 1887 - 27 أكتوبر 1970) (بالإنجليزية: Richard Fowler)‏ هو لاعب كريكت بريطاني (وحمل سابقاً جنسية المملكة المتحدة لبريطانيا العظمى وأيرلندا). شارك مع منتخب إنجلترا للكريكت.

## وصلات خارجية
- ريتشارد فولر على موقع إي آس بي آن كريك إنفو (الإنجليزية)